# Nazario Moreno González
Nazario Moreno González (Apatzingán, 8 maart 1970 – aldaar, 9 maart 2014) was een Mexicaans drugsbaron. Hij was de leider van La Familia Michoacana. Moreno stond ook wel bekend als el más loco (de gekste) en gold voor de leden van zijn kartel als een religieus leider.
Moreno was afkomstig uit de staat Michoacán. Zijn bende begon waarschijnlijk in de jaren 80 als een groep vigilantes die de plattelandsbevolking verdedigden tegen struikrovers maar al snel kwam de groep zelf op het criminele pad terecht en sloot Moreno een bondgenootschap met het Golfkartel. Waarschijnlijk in 2006 scheurde La Familia zich weer los en werd het Golfkartel haar aartsvijand.
Moreno profileerde zichzelf als filosoof en schreef een eigen Familia-bijbel die rekruten moesten bestuderen alvorens zij lid konden worden van het kartel. Moreno baseerde zich op Amerikaanse zelfhulpboeken, vooral van de christelijke schrijver John Eldredge. Tegenstanders van La Familia werden uit de weg geruimd onder het mom van 'goddelijke rechtvaardigheid', en Moreno verbood zijn aanhangers vrouwen te vermoorden, drugs te gebruiken of zich in te laten met prostitutie. Hij zette zelfs zijn kartel in om verslaafden te rehabiliteren en een toekomst te bieden, en op het platteland van Michoacán steunde hij scholen met geld en boeren met zaaigoed. Zeker in het latere deel van zijn carrière was Moreno waarschijnlijk veel meer het spirituele boegbeeld van La Familia en lag de leiding over de dagelijkse gang van zaken in handen van Servando Gómez Martínez alias la tuta.
Op 9 december 2010 deed zich een twee dagen durend vuurgevecht voor met de Mexicaanse autoriteiten. Hoewel er geen stoffelijk overschot werd aangetroffen van Moreno had men het sterke vermoeden dat hij om het leven was gekomen. 
Op 9 maart 2014 kwam Moreno om het leven bij een vuurgevecht met het Mexicaanse leger. Op grond van vingerafdrukken zegt de Mexicaanse overheid er 'absoluut zeker' van te zijn dat het slachtoffer inderdaad Moreno is. Het definitieve bewijs moet komen uit een DNA-test waarvan de uitslag  wordt afgewacht.